# Anathallis lobiserrata
Anathallis lobiserrata es una especie de orquídea epífita originaria de Brasil donde se encuentra en la mata atlántica.

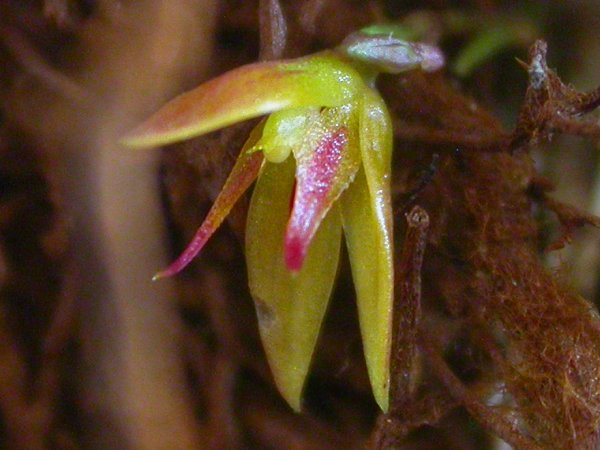
Detalle de la flor

## Taxonomía
Anathallis lobiserrata fue descrito por (Barb.Rodr.) Luer & Toscano y publicado en Monographs in systematic botany from the Missouri Botanical Garden 115: 259. 2009.
Sinonimia
- Lepanthes lobiserrata Barb.Rodr.
- Panmorphia lobiserrata (Barb.Rodr.) Luer
- Pleurothallis lobiserrata (Barb.Rodr.) Cogn.
- Specklinia lobiserrata (Barb.Rodr.) Luer[2][4][5]